# Working Man's Café
Working Man's Café is een muziekalbum van de Britse singer-songwriter Ray Davies uit 2007. Anderhalf miljoen exemplaren werden gratis weggegeven bij de krant The Sunday Times.

## Tracks
Alle muziek en teksten zijn geschreven door Ray Davies. 
| 1.                 | Vietnam Cowboys    | 4:12 |
| 2.                 | You're Asking Me   | 3:22 |
| 3.                 | Working Man's Café | 3:41 |
| 4.                 | Morphine Song      | 4:18 |
| 5.                 | In A Moment        | 4:29 |
| 6.                 | Peace in Our Time  | 4:39 |
| 7.                 | No One Listen      | 3:13 |
| 8.                 | Imaginary Man      | 4:09 |
| 9.                 | One More Time      | 4:28 |
| 10.                | The Voodoo Walk    | 4:24 |
| 11.                | Hymn for a New Age | 3:42 |
| 12.                | The Real World     | 5:05 |
| Totale duur: 49:42 |                    |      |

## Bezetting[4]
- Ray Davies - akoestische gitaar, zang, achtergrondzang, producer

### Musici
- Mick Avory - percussie
- Martyn Barker - drums
- Pat Buchanan - elektrische gitaar
- Shannon Otis Forrest - drums
- Karin Forsman - achtergrondzang
- Timothy J. Lauer - keyboard
- Bill Lloyd - gitaar, elektrische gitaar
- Martyn Barker - drums
- Nicky Payne  baritonsaxofoon, tenorsaxofoon
- Craig Young - basgitaar

### Overig
- Chris Clunn - fotografie
- Rob Crane - design
- John Hurley - assistant engineer
- Serge Krebs - assistant engineer
- B.J. Ben Mason - assistant engineer